# Nireu
Nireu ou Nireus (em grego:  Νιρεύς), na mitologia grega, era filho de Cáropo (do grego, Charops) e da ninfa Aglaia, e rei da ilha de Sime.
Na ocasião de tentativa de desembarque dos gregos na Mísia, Nireu matou a mulher de Télefo, Hierá, que combatia ao lado do marido. Mais tarde ele foi morto pelo filho de Télefo, Eurípilo, numa batalha em frente a Troia. Em outra versão da lenda ele sobrevive à guerra e junta-se a Troas em sua viagens.
Dotado de extraordinária beleza, era descrito como o segundo homem mais belo do acampamento grego, atrás de Aquiles. Não obstante, era um dos pretendentes à mão de Helena e, consequentemente, participou na Guerra de Troia.